# Senecio polyphyllus
Senecio polyphyllus là một loài thực vật có hoa trong họ Cúc. Loài này được Kunze ex DC. miêu tả khoa học đầu tiên năm 1838.